# 칼리닌스키구 (상트페테르부르크)

칼리닌스키 구의 위치

칼리닌스키구(러시아어: Кали́нинский райо́н)는 상트페테르부르크를 구성하는 18개 구 가운데 하나이다. 인구는 504,641명(2010년 기준)이다.